# 3 tháng 6
Ngày 3 tháng 6 là ngày thứ 154 (155 trong năm nhuận) trong lịch Gregory. Còn 211 ngày trong năm.

## Sự kiện
- 628 – Lương Lạc Nhân giết chết anh họ Lương Sư Đô rồi đầu hàng Đường, triều Đường hoàn thành việc tái thống nhất Trung Hoa sau khi triều Tùy sụp đổ.
- 926 – Sau khi đem phản quân tiến vào kinh thành Lạc Dương, Lý Tự Nguyên lên ngôi hoàng đế của Hậu Đường, tức Hậu Đường Minh Tông, tức ngày Bính Ngọ (20) tháng 4 năm Bính Tuất.
- 1644 – Sau khi chiến bại trước quân của Ngô Tam Quế và quân Thanh tại Sơn Hải quan, Lý Tự Thành xưng đế tại Vũ Anh điện tại Bắc Kinh, rồi rút khỏi thành.
- 1740 – Nhà vua nước Phổ Friedrich II Đại Đế xóa bỏ hình phạt tra tấn.
- 1839 –  Lâm Tắc Từ ra lệnh tiêu hủy gần 1,2 triệu kg thuốc phiện tịch thu từ các thương gia Anh tại trấn Hổ Môn, Quảng Đông, khơi mào Chiến tranh Nha phiến lần thứ nhất.
- 1844 – Cặp An Ca lớn cuối cùng bị giết, và toàn bộ quần thể loài này chính thức tuyệt chủng
- 1888 – Vương quốc Sedang được thành lập tại vùng Tây Nguyên thuộc Việt Nam ngày nay, với quốc vương là Marie-Charles David de Mayréna.
- 1940 – Quan chức Đức Franz Rademacher đề xuất một kế hoạch biến Madagascar thành "xứ sở người Do Thái", một ý tưởng từng được nhà báo Theodor Herzl nói đến vào thế kỷ 19.
- 1941 – Tạp chí Tri Tân ra số đầu tiên tại Hà Nội, Việt Nam.
- 1944 - Chính phủ Lâm thời Cộng hòa Pháp được thành lập với chủ tịch là Charles de Gaulle
- 1959 – Singapore trở thành một nhà nước tự trị bên trong Thịnh vượng chung, với thủ tướng là Lý Quang Diệu.
- 1975 – Loại máy bay phản lực tiêm kích đầu tiên của Nhật Bản là Mitsubishi F-1 có chuyến bay thử nghiệm đầu tiên.

## Sinh
- 1540 – Charles I của Áo (m. 190)
- 1881 – Đạm Phương (m. 1947), tôn nữ nhà Nguyễn, là nhà thơ, nhà hoạt động văn hóa, xã hội, một nhà báo nữ Việt Nam đầu thế kỷ 20.
- 1901 – Trương Học Lương, tướng quân người Trung Quốc (m. 2001)
- 1986 – Vương Tử Hiên, diễn viên, ca sĩ, nhà sáng tác ca khúc, nhà soạn nhạc, vũ công, biên đạo múa, nhà sản xuất Hồng Kông
- 1986 – Rafael Nadal, vận động viên quần vợt Tây Ban Nha
- 1992 – Địch Lệ Nhiệt Ba, nữ diễn viên Trung Quốc.

## Mất
- 628 – Lương Sư Đô, hoàng đế tự lập tại Trung Quốc
- 1615 – Sanada Yukimura, một samurai Nhật Bản (s. 1567)
- 1899 – Johann Strauss II, nhạc sĩ người Áo (s. 1825)
- 1903 – Trang Ý Hoàng thái hậu, Thái hậu nhà Nguyễn, chánh cung của vua Tự Đức, mẹ nuôi của vua Dục Đức (s. 1828).
- 1924 – Franz Kafka, nhà văn, tiểu thuyết gia người Séc (s. 1883)
- 1989 – Thế Lữ, nhà thơ người Việt Nam (s. 1907)
- 2016 – Muhammad Ali, vận động viên quyền Anh Mỹ gốc Phi (s. 1942)